# Senna odorata
Senna odorata är en ärtväxtart som först beskrevs av R.Morris, och fick sitt nu gällande namn av Randall. Senna odorata ingår i släktet sennor, och familjen ärtväxter. Inga underarter finns listade i Catalogue of Life.

## Bildgalleri

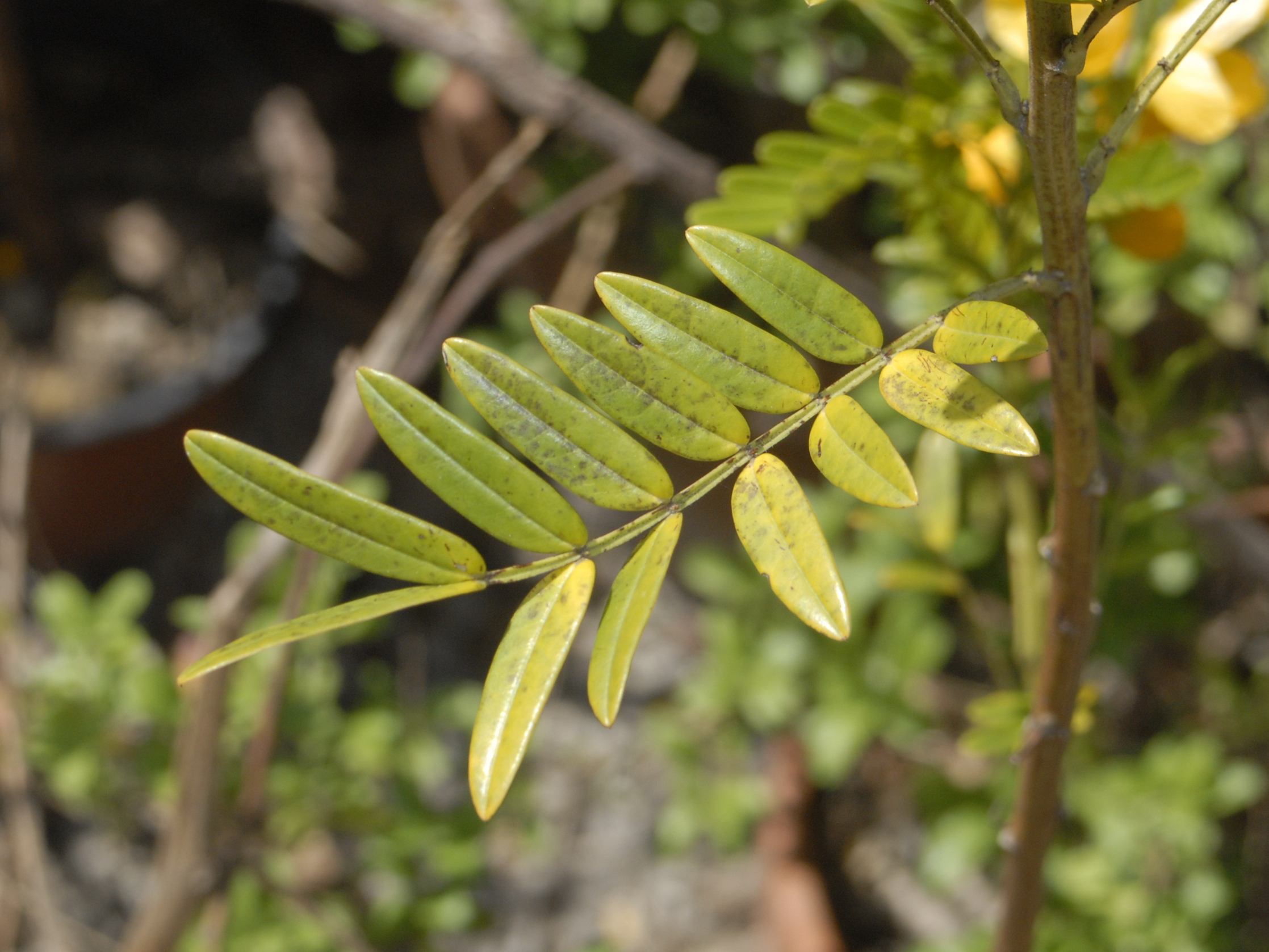